# Šaštín-Stráže
Šaštín-Stráže (niem. Schoßberg-Strascha, węg. Sasvár-Morvaőr) – miasto na Słowacji w kraju trnawskim. W 2011 roku liczyło 5107 mieszkańców.

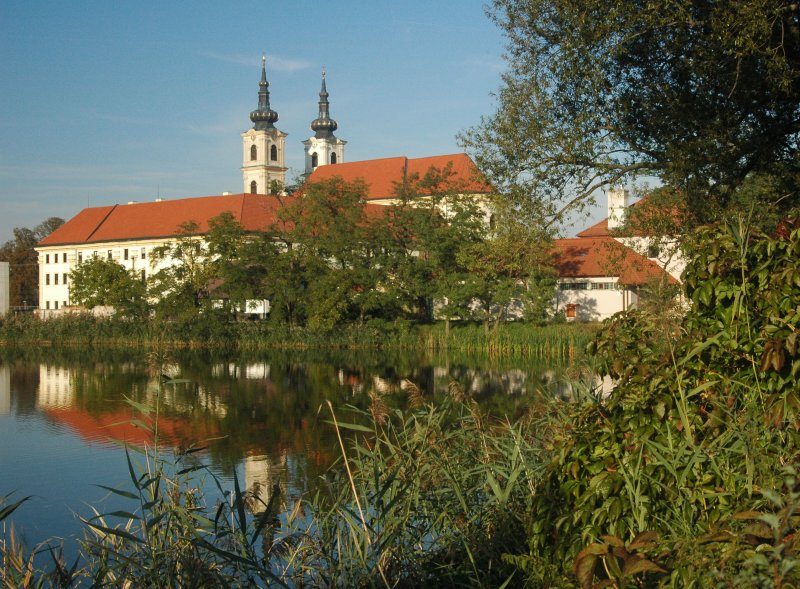
Zespół klasztorny paulinów